# Brignoliella tao
Espèce
Brignoliella tao est une espèce d'araignées aranéomorphes de la famille des Tetrablemmidae.

## Distribution
Cette espèce est endémique de Taïwan. Elle se rencontre sur Lanyu.

## Description
Le mâle holotype mesure 1,55 mm et la femelle paratype 1,45 mm.

## Publication originale
- Ballarin, Yamasaki & Su, 2021 : « A survey on poorly known rainforest litter-dwelling spiders of Orchid Island (Lanyu, Taiwan) with the description of a new species (Araneae: Linyphiidae, Tetrablemmidae, and Theridiosomatidae). » Zootaxa, no 4927(2), p. 197-208.